# Конрад I (князь Чехії)
Конрад I (*Konrád I бл. 1036 —6 вересня 1092) — князь Богемії з січня по вересень 1092 року.

## Життєпис
Походив з династії Пржемисловичів. Син Бржетіслава I, князя Богемії, та Юдити фон Швайнфурт. Під час поділу батьківських володінь Конрад отримав Брненське князівство в Моравії, проте незабаром старший з братів, Спитігнєв II, вирішив підпорядкувати собі усю Моравію. Конрад був змушений переїхати до Праги, де став керуючим князівським двором.
Після смерті Спитігнєва II й сходження на князівський трон Вратислава II 1061 року Конрад повернув собі Брно, а також Зноємське князівство. Він правив своїми володіннями 31 рік як напівнезалежний володар. 1063 року сприяв заснуванню в Оломоуці єпископства, першим єпископом став брат Конрада — Яромир. Тривалий час підтримував самостійність Оломоуцької єпархії від Праги. Лише у 1075 році папа римський Григорій VII зумів приборкати єпископа Яромира та князя Конрада. У відповідь Конрад Брненський підтримав імператора Генріха IV у боротьбі за інвеституру проти папи римського. 1077 року атакував Австрію, яка підтримала ворогів імператора. 1082 року разом з братом Отто Прекрасним та князем Вратиславом II очолив чеські війська у битві при Майлберк, де завдано поразки війську Леопольда II, маркграфа Австрії.
Після смерті брата Отто I, князя Оломоуцького, 1087 року Конрад Брненський став опікуном небіжей Святоплука і Отто II. Таким чином під його владою виявилася б вся Моравія, що не влаштовувало Вратислава II. Король послав до Моравії військо під командуванням сина Бржетислава, але потім замирився з братом і визнав його спадкоємцем. З 1090 року мешкав у Празі.
У січні 1092 року Вратислав II помер, і згідно з установленим порядком йому успадкував Конрад. Однак він не встиг зробити чогось значущого, оскільки сам помер менш ніж через 8 місяців.

## Родина
Дружина — Вірпірка, донька Сігхарда Тенглінга
Діти:
- Олдржіх (д/н-1113), князь Брненський у 1092—1097 і 1101—1113 роках
- Літольд (д/н-1112), князь Зноємський у 1092—1097 та 1110—1112 роках